# Енциклопедія Кольчагуїна
Енциклопедія Кольчагуїна (ісп. Enciclopedia Colchagüina) — інтернет-енциклопедія, спрямований на збір та поширення інформації про історію, культуру та ідентичність Кольчагуа. Через свій веб-сайт вона публікує біографічні та тематичні статті, написані доступною мовою та ретельно перевірені для забезпечення їх надійності. Проєкт, що постійно розвивається, з регулярним публікуванням нових статей та широким охопленням тем.

## Історія
Енциклопедія Кольчагуїна почала свою історію як проєкт газети Ель Маріно (ісп. El Marino) під назвою Музей Преси (ісп. Museo de la Prensa) у 2018 році з метою збору інформації про найважливіші газети регіону Колчагуа та диджиталізації тих, які були першими опублікованими. У 2019 році Музей Преси перейшов на новий портал на базі MediaWiki та розширив свій інтерес до всіх газет, радіостанцій, телеканалів та цифрових медіа, опублікованих в провінціях Кольчагуа та Карденаль-Каро, а також до осіб, пов'язаних з ними.
У 2020 році Музей Преси змінив назву на Енциклопедія Кольчагуїна та розширив свій інтерес до всіх питань, пов'язаних з територією, яку історично відомо як Колчагуа. З того часу проєкт продовжував отримувати фінансування від Фонду підтримки соціальних медіа та Google для подальшого розширення та поліпшення змісту.
Сайт є власністю Дієго Грес Каньєте. На засіданні 11 серпня 2022 року Культурна фундація Регіону Кольчагуа (ісп. Fundación Cultural Región de Colchagua) прийняла передачу прав на публікацію Енциклопедія Кольчагуїна, хоча власник залишає за собою авторські права, які залишаються невідчуженими.